# Shalkarteniz
Shalkarteniz (kazajo: Шалқартеңіз; ruso: Шалкартениз) es un lago salado en el distrito de Yrgyz, Provincia de Aktobé, Kazajistán.
Shalkarteniz se encuentra en el sector noreste de la Depresión del Turan, a 160 kilómetros (99 millas) al noroeste de la ciudad de Aralsk. Forma parte de la ecorregión semidesértica de Kazajistán . No hay pueblos en las inmediaciones. El asentamiento más cercano es la aldea de Zhaisanbai, ubicada a 23 kilómetros (14 millas) al oeste.

## Historia
Hasta finales del siglo XVI, la cuenca de Shalkarteniz se llenaba regularmente con las aguas antes más abundantes del río Turgay, que en ese momento llegaba al mar de Aral. En los siglos siguientes, el río se volvió poco profundo y llevaba menos agua, por lo que el Shalkarteniz no podía desbordarse. Así, el Turgay dejó de fluir hacia el sur y la depresión perdió su conexión con el mar de Aral. Ya en el siglo XX, en la época de la RSS de Kazajistán, aumentó la degradación de la cubierta forestal y la extracción de agua de los ríos Turgay e Irgiz. Finalmente hacia 1960 Shalkarteniz se secó por completo y las colonias de flamencos mayores dejaron de anidar en el lugar.
Sin embargo, el invierno nevado de 1969-1970 volvió a llenar los ríos de la cuenca del Turgay, provocando inundaciones tempranas y excepcionalmente fuertes. Inundaciones tan inusuales volvieron a ocurrir en 1971 y 1972. Como resultado, la cuenca del lago se llenó estacionalmente y los flamencos regresaron, estableciendo colonias de anidación en verano como antes.